# Рядовка тополева

Рядовка тополева (Tricholoma populinum Lange.) — умовно-їстівний гриб з родини трихоломових — Tricholomataceae. Місцева назва — голубінка тополева.

## Будова
Шапка 4-12 (15) см у діаметрі, товста, щільном'ясиста, іноді асиметрична, напівсферична, згодом опукло- або плоскорозпростерта, інколи увігнута з тупим горбом, у центрі з хвилястим, зрідка з лопатевим краєм, коричнювата, сіро-бурокоричнювата або коричнева, до краю світліша, зовні, волокнисто-лускато-пластівчаста. Пластинки білі, згодом рудіють або червоніють, широкі, густі. Спорова маса біла. Спори 4-6 Х 3-4 мкм, гладенькі. Ніжка 3-10(12) Х 2-4 см, щільна, білувата, згодом здебільшого рудіє.

## Поширення та середовище існування
Зустрічається по всій Україні групами у насадженнях тополі. Збирають у серпні — листопаді.

## Практичне використання
Їстівний гриб. Використовують смаженим, маринованим, засоленим. Рядовка тополева зовні схожа на отруйну рядовку червонувато-коричнювату, що росте в соснових лісах під соснами.